# (400) Ducrosa
(400) Ducrosa est un astéroïde de la ceinture principale découvert par Auguste Charlois le 15 mars 1895.
Son nom est dédié à Joseph Ducros, astronome à l’Observatoire de Nice.